# Eastside Spectres
Die Eastside Spectres waren eine professionelle Basketball-Mannschaft der australasischen National Basketball League (NBL) aus der im australischen Bundesstaat Victoria gelegenen Stadt Melbourne. Das Team gründete sich 1979 als Nunawading Spectres und benannte sich 1987 in Eastside Spectres um. Nach der Saison 1991 verließen sie die NBL und traten in der halbprofessionellen South East Australian Basketball League an, die inzwischen in NBL 1 umbenannt wurde.

## Erfolge
- Playoff-Teilnahmen (8): 1980, 1981, 1982, 1983, 1984, 1985, 1990, 1991
- Final-Teilnahmen (1): 1991

## Saisonbilanzen in der NBL
- Meister der NBL
- Vizemeister der NBL

| Saison | Platz | Spiele | Siege | Niederlagen | Siegquote in % | PlayOffs                       |
| ------ | ----- | ------ | ----- | ----------- | -------------- | ------------------------------ |
| 1979   | 3     | 18     | 13    | 5           | 72,2           | nicht qualifiziert             |
| 1980   | 4     | 22     | 14    | 8           | 63,6           | im Halbfinale ausgeschieden    |
| 1981   | 4     | 22     | 13    | 9           | 59,1           | im Finale verloren             |
| 1982   | 3     | 26     | 19    | 7           | 73,1           | im Halbfinale ausgeschieden    |
| 1983   | 3     | 22     | 15    | 7           | 68,2           | im Halbfinale ausgeschieden    |
| 1984   | 4     | 23     | 14    | 9           | 60,9           | im Viertelfinale ausgeschieden |
| 1985   | 3     | 26     | 19    | 7           | 73,1           | im Viertelfinale ausgeschieden |
| 1986   | 9     | 26     | 12    | 14          | 46,2           | nicht qualifiziert             |
| 1987   | 8     | 26     | 13    | 13          | 50,0           | nicht qualifiziert             |
| 1988   | 8     | 24     | 11    | 13          | 45,8           | nicht qualifiziert             |
| 1989   | 7     | 24     | 14    | 10          | 58,3           | nicht qualifiziert             |
| 1990   | 2     | 26     | 18    | 8           | 69,2           | im Halbfinale ausgeschieden    |
| 1991   | 2     | 26     | 17    | 9           | 65,4           | im Finale verloren             |

## Trainerhistorie
- Barry Barnes: 1979–1987
- Brian Goorjian: 1987–1991